# Некрасов, Александр Максимович
Александр Максимович Некрасов (20 августа 1998 года, Санкт-Петербург, Россия) — российский футболист, нападающий.

## Карьера
Воспитанник петербургских школ «Смена» и СДЮСШОР «Зенит». Карьеру начал в молодёжном составе команды «Зенита». В 2017 году выступал в первенстве ФНЛ за «Зенит-2», провёл 14 игр и забил один гол.
Весной 2018 года был отдан в аренду латвийскому клубу высшей лиги «Елгава». В первое время выступал за второй состав. Дебютировал в главной команде 21 мая в поединке против «Вентспилса» (0:0) — на 81-й минуте заменил Марка Куртиша.
С 2019 по 2020 год играл в составе екатеринбургского «Урала-2» в ПФЛ.
С 3 октября 2020 года игрок «Динамо» СПб, участвовал в первенстве МРО «Северо-Запад» и чемпионате Санкт-Петербурга. Летом 2021 года был внесён в заявку клуба в ФНЛ-2. Участвовал за «Динамо» в Кубке России, выйдя на замену в матче 1/256 финала. В дальнейшем выступал лишь только за дубль в чемпионате Санкт-Петербурга.
В январе-феврале 2022 года находится на просмотре в мурманском любительском футбольном клубе «Север». Был заявлен на Турнир уполномоченного представителя президента в Северо-Западном федеральном округе.